# Produktionsschule Altona
Die Produktionsschule Altona ist eine Bildungseinrichtung in Hamburg, in der schulpflichtige Jugendliche auf eine Ausbildung und das Berufsleben vorbereitet werden.
Mit einem besonderen pädagogischen Konzept der Verbindung von Arbeiten und Lernen verfolgt die Produktionsschule Altona das Ziel, Jugendliche beim Übergang von der Schule in den Beruf nachhaltig zu fördern.
Die Produktionsschule Altona wird als Modellprojekt von der Behörde für Schule und Berufsbildung gefördert.

## Geschichte
Die Ursprünge der Produktionsschuldiskussion in Deutschland reichen in die 1920er Jahre zurück. Pädagogen im „Bund Entschiedener Schulreformer“ um Paul Oestreich diskutierten auf der Reichsschulkonferenz 1920 über die Produktionsschulen. Ihnen ging es um eine neue Schule in einer neuen Gesellschaft. Sie propagierten die „Elastische Einheitsschule“ als Vision einer demokratischen Schule und wandten sich gegen die bisherige Lernschule mit ihrer einseitigen „Wissensbildung“. Die neue Schule sollte „die intellektuelle, technisch-werktätige und künstlerische Veranlagung gleichmäßig bewerten und fördern.“ Anders als Paul Oestreich vertrat der Münchner Stadtschulrat Georg Kerschensteiner das Konzept einer Arbeitsschule mit einer Ausrichtung auf die staatsbürgerliche Erziehung der Zöglinge, auf eine Idee eines sittlichen Gemeinwesens in einem nationalen Ideal. Gemeinsam ist beiden die scharfe Kritik an der Lern- oder Buchschule einerseits, die Betonung der praktischen Arbeit in Werkstätten der Schulen andererseits.
Auch wenn sich in der Konzeption der Produktionsschule Altona Elemente der damals diskutierten Vorstellungen finden, ist eine Bezugnahme auf diese Tradition problematisch. Zwar stellen die heute existierenden Produktionsschulansätze auch eine Schulkritik des bestehenden Systems dar, doch erscheint es vor dem Hintergrund der damaligen politischen und gesellschaftlichen Bedingungen des kaiserlichen bzw. des Weimarer Schulwesens nicht ratsam, eine Wiederauferstehung alter Reformkonzepte zu beschwören.
Die gegenwärtige Diskussion um Produktionsschulen ist weniger ideologisch. Durch diesen Schultyp soll die Gesellschaft nicht verändert werden, die Diskussionen sind eher pragmatisch über das Verhältnis von Pädagogik und Ökonomie, über politische Durchsetzungsstrategien und, schon kontroverser, darüber, ob Produktionsschulen allein ein Instrument der Benachteiligtenförderung oder ein pädagogisches Prinzip darstellen, das für viele Jugendliche eine geeignete Form des Lernens darstellt.
Dennoch ist die Produktionsschule Altona nicht ohne Vorbild. Allerdings weniger mit einer historischen Bezugnahme. Vielmehr orientiert sie sich an den verschiedenen Beispielen der Produktionsschulen in Dänemark. Die pädagogischen Grundprinzipien, nach denen in den Schulen des Nachbarlandes gearbeitet wird, finden sich in unterschiedlich ausgeprägter Weise in der Produktionsschule Altona wieder.

## Konzept
Nach dänischem Vorbild gestaltet, ist die Produktionsschule Altona eine Alternative zur traditionellen Berufsvorbereitung an einer berufsbildenden Schule.
In der Produktionsschule Altona werden Waren produziert und Dienstleistungen erbracht. Dabei steht die Arbeit, nicht das erwerbswirtschaftliche Prinzip im Mittelpunkt.
Die Produkte erfüllen professionelle Qualitätsansprüche. Sie werden nicht für den Eigenbedarf hergestellt, sondern vermarktet. Hinter jedem Produkt steht als Auftraggeber ein realer Kunde.
Die Arbeitszeit der Jugendlichen sowie der Anleiter und Lehrer orientiert sich am gewerblichen Arbeitstag. Die Produktionsschule Altona ist eine Ganztagsschule.
Die Jugendlichen erhalten einen „Lohn“, das sogenannte Schülergeld.

### Werkstattarbeit und Unterricht
Den Kern der Produktionsschule Altona bilden fünf Werkstätten (Tischlerei, Küche, Malerei, Grafik und Internet), in denen die Jugendlichen täglich jeweils fünf Stunden arbeiten und lernen. Der Produktionsprozess ist so organisiert, dass Raum gelassen wird für schriftliches Arbeiten und Reflexionsphasen. Die Aneignung allgemeinbildender und fachtheoretischer Inhalte geschieht, wenn immer möglich, im Zusammenhang mit der Produktion.
Darüber hinaus erhalten die Schüler Kursangebote in den Fächern Deutsch, Mathematik und Englisch, die sie zur Erreichung eines Schulabschlusses befähigen sollen.

### Arbeits-, Lern- und Lebensort
Als Arbeits-, Lern- und Lebensort schafft die Produktionsschule Altona Strukturen, die den Jugendlichen sozialisationsbedingt oft fehlen. Dazu gehören regelmäßige gemeinsame Mahlzeiten in der Schulkantine ebenso wie Beratungsgespräche mit dem Werkstattleiter, der auch als Bezugsperson bei persönlichen Krisen in Anspruch genommen wird.

### Zielgruppe
Die Produktionsschule Altona ist für den Besuch von 60 Schülern vorgesehen. Es handelt sich dabei um berufsschulpflichtige Jugendliche, die die allgemeinbildende Schule in der Regel ohne Schulabschluss verlassen haben und bei denen zu erwarten ist, dass sie kein anderes schulisches Angebot annehmen werden.
Die Produktionsschule Altona ist nicht die letzte Station für alle „Unbeschulbaren“, sondern eine integrative Schulform, die von Jugendlichen mit ganz unterschiedlichen Lernvoraussetzungen besucht wird.
Die Aufnahme von Jugendlichen basiert auf Freiwilligkeit, d. h. niemand wird gegen seinen Willen aufgenommen oder beschäftigt. Die durchaus gängige Zuweisungspraxis von Behörden und Arbeitsverwaltung ist einer positiven Einstellung zum Lernangebot eher abträglich.
Eingeschult wird, vorausgesetzt es stehen Plätze zur Verfügung, jederzeit. Ausgeschult wird erst dann, wenn ein Ausbildungs-, Schul- oder Arbeitsplatz gefunden wurde. Dadurch schwankt die durchschnittliche Verweildauer der Jugendlichen zwischen ein bis zwei Jahren.